# أرثر وليام هيل
أرثر وليام هيل (1875-1941) (بالإنجليزية: Arthur William Hill)‏ هو عالم نبات بريطاني.